# Gillespie County
Gillespie County är ett administrativt område i delstaten Texas, USA. År 2010 hade countyt 24 837 invånare. Den administrativa huvudorten (county seat) är Fredericksburg. 
I countyt finns Lyndon B. Johnsons hemort Stonewall och en del av Lyndon B. Johnson National Historical Park.

## Geografi
Enligt United States Census Bureau så har countyt en total area på 2 748 km². 2 748 km² av den arean är land och 0 km² är vatten. 

### Angränsande countyn
- Mason County - nordväst
- Llano County - nordost
- Blanco County - öster
- Kendall County - söder
- Kerr County - sydväst
- Kimble County - väster